# Мали на летних Олимпийских играх 2000
Мали принимала участие в Летних Олимпийских играх 2000 года в Сиднее в девятый раз за свою историю, но не завоевала ни одной медали.

## Состав Олимпийской сборной Мали

### Дзюдо
Спортсменов — 1
Соревнования по дзюдо проводились по системе на выбывание. В утешительные раунды попадали спортсмены, проигравшие полуфиналистам турнира. Два спортсмена, одержавших победу в утешительном раунде, в поединке за бронзу сражались с проигравшими в полуфинале.
Мужчины
| Соревнование | Спортсмены    | Первый раунд       | Второй раунд                    | 1/8 финала           | Четвертьфинал        | Полуфинал            | Финал                | Место |
| Соревнование | Спортсмены    | Соперник Результат | Соперник Результат              | Соперник Результат   | Соперник Результат   | Соперник Результат   | Соперник Результат   | Место |
| ------------ | ------------- | ------------------ | ------------------------------- | -------------------- | -------------------- | -------------------- | -------------------- | ----- |
| до 81 кг     | Браими Гуиндо | Не участвовал      | К. Сарихани (IRI) П 0011 — 1001 | Завершил выступление | Завершил выступление | Завершил выступление | Завершил выступление | —     |

### Плавание
Спортсменов — 1
В следующий раунд на каждой дистанции проходили лучшие спортсмены по времени, независимо от места занятого в своём заплыве.
Женщины
| Спортсменка  | Соревнование | Предварительные заплывы | Предварительные заплывы | Полуфиналы | Полуфиналы | Финал     | Финал     |
| Спортсменка  | Соревнование | Результат               | Место                   | Результат  | Место      | Результат | Место     |
| ------------ | ------------ | ----------------------- | ----------------------- | ---------- | ---------- | --------- | --------- |
| Мариам Кейта | 100 м брасс  | 1:37,80                 | 40                      | Не прошла  | Не прошла  | Не прошла | Не прошла |